# Автомобільні шляхи Луганської області
Автомобі́льні шляхи́ Луганської області — мережа доріг на території Луганщини, що об'єднує між собою населені пункти та окремі об'єкти та призначена для руху транспортних засобів, перевезення пасажирів та вантажів.